# Китайско-тонганские отношения
Китайско-тонганские отношения — двусторонние дипломатические отношения между Тонгой и Китаем. Обе страны поддерживают теплые дипломатические, экономические и военные отношения.

## Контекст
Океания, для Китайской Народной Республики и Китайской Республики (Тайвань), является этапом для непрерывного дипломатического соревнования. Восемь штатов Океании признают КНР, а шесть штатов признают КР. Эти цифры колеблются, поскольку островные государства Тихого океана переоценивают свою внешнюю политику и иногда смещают дипломатическое признание между Пекином и Тайбэем. В соответствии с политикой «единого Китая», ни одна страна не может поддерживать официальные дипломатические отношения с «обеими Китаями». Этот «или / или» фактор привел к тому, что КНР и КР активно прибегают к дипломатическим услугам от небольших тихоокеанских народы. В 2003 году Китайская Народная Республика объявила о намерении укрепить свои дипломатические связи с форумом тихоокеанских островов и увеличить пакет экономической помощи, предоставляемой этой организацией. В то же время делегат КНР Чжоу Вэньчжун добавил: «ФТО должен воздерживаться от любых обменов официального характера или диалога какой-либо формы диалога с Тайванем». В 2006 году премьер-министр Китая Вэнь Цзябао объявил, что КНР расширит свое экономическое сотрудничество с островными государствами Тихого океана. КНР предоставил больше экономической помощи, отменил тарифы на экспорт из наименее развитых стран Тихого океана, аннулировал задолженность этих стран, распространил бесплатные лекарства против малярии и обеспечил обучение для двух тысяч правительственных чиновников и технического персонала островов Тихого океана. Также в 2006 году Вэнь стал первым китайским премьер-министром, посетившим острова Тихого океана, которые «Тайбэй Таймс» назвал «давним дипломатическим полем битвы за Китай и Тайвань». Точно так же, по словам Рона Крокомба, профессора тихоокеанских исследований в Южнотихоокеанском университете, «Министров тихоокеанских островов было больше, чем в любую другую страну».

## Положение китайских тонганцев
В 2001 году в Тонге проживало приблизительно три или четыре тысячи китайцев, что составляло 3 или 4 % от общей численности населения Тонги. Китайские тонганцы являются основным этническим меньшинством Тонги и с конца 1990-х годов подвергались значительным расистским проявлениям, включая насилие на расовой почве.
В 2000 году благородный Туивакано из Нукунуку запретил все китайские магазины в своем округе Нукунуку. Это последовало за якобы жалобами других владельцев магазинов относительно конкуренции со стороны местных китайцев. В 2001 году китайское сообщество в Тонге подверглось сотне нападений на почве расизма. Правительство Тонги решило не продлевать разрешения на работу более 600 китайских кладовщиков и признало, что это решение было ответом на «широко распространенный гнев в связи с растущим присутствием кладовщиков».
В 2006 году мятежники нанесли серьезный ущерб магазинам, принадлежавшим китайцам-тонганцам в Нукуалофе.
Эти события не оказали заметного негативного влияния на китайско-тонганские отношения; В ответ на продолжающуюся помощь Китая в развитии в 2011 году заместитель премьер-министра Тонги Самиу Вайпулу говорил о «теплых отношениях между [нашими] двумя странами».

## Текущие отношения
Тонга неизменно признает Китайскую Народную Республику с 1998 года.
В 2001 году Тонга и КНР объявили о своем решении укрепить свои «военные отношения». В 2008 году КНР предоставила Тонге военные поставки на сумму более 340 000 евро.
После беспорядков в Нукуалофе в 2006 году экспортно-импортный банк Китая предоставил Тонге кредит в размере 118 млн долл. США под процентную ставку всего в 2 %, а платежи были отложены до 2018 года. Большая часть этой суммы была использована для строительства и выплачена китайцам. строительные компании.
В апреле 2008 года король Тонги Георг Тупоу V посетил Китай, подтвердил приверженность своей страны политике «единого Китая» и, по сообщению китайского государственного информационного агентства Синьхуа, «поддержал меры, принятые для урегулирования инцидента в Лхасе». Король Тупоу V также встретился с министром обороны Китая Лян Гуанли, чтобы «улучшить обмен и сотрудничество между двумя военными». Синьхуа заявил, что Китай и Тонга «плодотворно сотрудничают в политике, экономике, торговле, сельском хозяйстве и образовании, и поддерживали хорошую координацию в региональных и международных делах».
В июне 2009 года радио Австралии сообщило, что оно «получило документ», отправленный из китайского посольства в Тонге в министерство иностранных дел Тонги. Посольство выразило обеспокоенность по поводу двух членов Фалуньгун, которые посещали Тонгу, чтобы выразить свою веру тонганцам. Китайские власти назвали их «антикитайскими» и попросили Тонгу принять «незамедлительные и надлежащие меры» в отношении ситуации, которая может нанести ущерб китайско-тонганским дружественным отношениям. В другом документе Радио Австралии заявлено, что оно получено, министр иностранных дел Тонги поручил сотрудникам полиции и обороны помочь сохранить «хорошие отношения Тонги с Китаем». Радио Австралии сообщило, что две женщины якобы были допрошены сотрудниками иммиграционной службы Тонги в результате запроса китайского посольства.
В 2013 году Китай передал Тонге 60-местный самолет Xian MA60 авиакомпании Real Tonga. Это вызвало некоторую напряженность между Тонг и Новой Зеландией, потому что туризм упал после того, как новозеландская авиакомпания Air Chathams прекратила работать в Тонге, чтобы не столкнуться с субсидируемой конкуренцией. Правительство Новой Зеландии опубликовало рекомендации по безопасности самолетов MA-60.